# 1950 في الهند

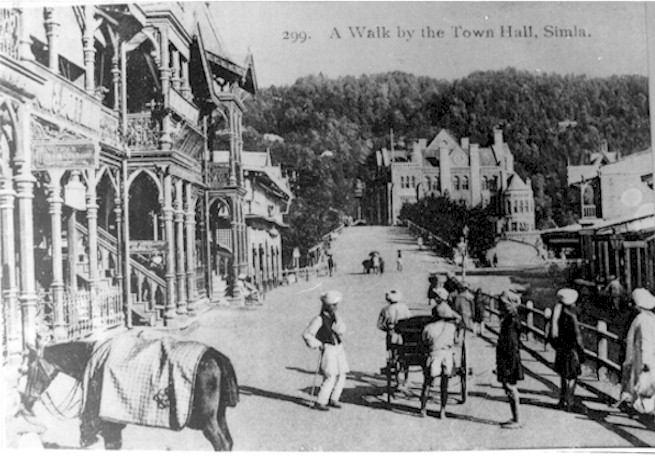
الهند عام 1950م

فيما يلي قوائم الأحداث التي وقعت خلال عام 1950 في الهند.

## سياسة

### تعيين في المنصب
- 26 يناير – راجندرا براساد رئيس الهند.

### انتهاء فترة المنصب
- 15 ديسمبر – ساردار فالاباي باتل وزير الشؤون الداخلية [الإنجليزية]‏.

## مواليد

### مارس
- 20 مارس – سافيتري جندال سياسية هندية.

### يونيو
- 15 يونيو – لاكشمي ميتال رجل أعمال هندي.

### يوليو
- 20 يوليو – نصر الدين شاه ممثل هندي.

### سبتمبر
- 17 سبتمبر – ناريندرا مودي سياسي هندي.

### أكتوبر
- 18 أكتوبر – أوم بوري ممثل هندي.

### ديسمبر
- 12 ديسمبر – راجنيكانث ممثل هندي.

## وفيات

### يناير
- 21 يناير – جورج أورويل (مواليد 1903) كاتب وصحفي إنجليزي.

### أبريل
- 14 أبريل – رامانا العظيم (مواليد 1879) فيلسوف هندي.

### ديسمبر
- 5 ديسمبر – سري أوروبندو (مواليد 1872) والسياسي الهندي، الفيلسوف، سيد اليوغا والمعلم.
- 15 ديسمبر – ساردار فالاباي باتل (مواليد 1875)